# Puya aristeguietae
Puya aristeguietae — вид квіткових рослин родини бромелієвих (Bromeliaceae).

## Поширення
Вид поширений на заході Венесуели та північному сході Колумбії. Росте у гірських луках парамо на висоті 1977-3460 м над рівнем моря.

## Опис
Ця наземна трава досягає до 3 м у висоту під час цвітіння.